# Johann Georg Adalbert Hesselius
Johann Georg Adalbert Hesselius (1. srpna 1630 Broumov – 11. března 1695 tamtéž) byl správce klášterního panství v Broumově a spisovatel.

## Životopis

### Původ rodiny
Odkud pocházela společenská elita poddanského města Broumova, rodina Hesseliova, prozatím nikdo neví. V roce 1634 je Baltazar, otec Johanna Georga Adalberta, a majitel měšťanského domu na broumovském náměstí, uveden v seznamu mešťanů jako hospodářský správce broumovského kláštera a posléze i purkrabí sousedního benediktinského polického panství.
Za vzornou službu městu, zejména během třicetileté války, byl Baltazar povýšen císařem Ferdinandem II. do šlechtického stavu s predikátem von Hessenberg und Straussfeld.
Baltazar se dvakrát oženil, z prvního manželství se narodil 1. srpna 1630 syn Johann Georg Adalbert (a po něm další čtyři).

### Dětství a mládí J. G. A Hesselia
Johann Georg Adalbert prožil své dětství na rohu broumovského náměstí poblíž dnešní Hradební ulice. Zadní trakt domu sousedil se hřbitovem a zahradami mezi hradbami a obytnými domy. Později toto místo zobrazil ve svém jedinečném urbáři. Absolvoval broumovské klášterní gymnasium (v roce 1690). Podnikl poté roční studijní cestu do Bavorska, Tyrol a Itálie.

### Dospělost
Po návratu z vandru začal Johann Georg Adalbert kariéru jako písař a výběrčí daní. O čtyři roky později, v roce 1665 už byl císařským výběrčím cla a do roku 1670 i městským fojtem (rychtářem) a městským písařem. Od roku 1670 až do své smrti svědomitě spravoval broumovské klášterní panství.
Johann Georg Adalbert se těšil u klášterní vrchnosti i svých spoluobčanů přirozené autoritě, pramenící nejen z jeho charisma, ale i hlubokého vzdělání a nepopiratelných podnikatelských schopností. Díky nim rozšířil nejen rodinné jmění, ale zasloužil se i o vznik soukenické manufaktury Tomáše Sartoria, opata broumovského kláštera.
Od roku 1674 byl Hesselius členem mariánského bratrstva a později i jeho vicerektorem.

### Rodina
Johann Georg Adalbert Hesselius měl početnou rodinu. Z prvního manželství vzešli tři synové a dvě dcery, s druhou manželkou, která ho přežila o 13 let, děti neměl. J. G. A. Hesselius rovněž rozmnožil rodinný majetek o další dva domy na broumovském náměstí a dvě veliké zahrady.

### Rodinný erb
Štít dělený do středu zobrazuje v dolní polovině Meluzínu a v horní dva bazilišky hledící do středu. V klenotu je zobrazen vpravo hledící bazilišek s černo-stříbrnými křídly a zdobná, barokně rozevlátá přikryvadla jsou zlato-černá.

## Spisovatel
Johann Georg Adalbert Hesselius je autorem několika rukopisů, které jsou cenné nejen z historického, ale také estetického hlediska.
V roce 1667 přeložil z češtiny do němčiny Městská práva království Českého; kniha je uložena v knihovně rukopisů Národního muzea v Praze.
Hesseliovým nejslavnějším titulem je však obsáhlý tzv. urbář broumovského panství (Nově sepsaný řád všech trvalých povinností a rent, které plní a odvádějí dědiční poddaní slavného kláštera Broumova ve městě a okolí čili URBARIUM NEOCONSCRIPTUM CUM EXPLICATIONE BREVI), sepsaný v letech 1676 až 1677. Dnes je uložen ve fondech SOA v Zámrsku. Jelikož jde o archivní kulturní památku, nepředkládá se badatelům z důvodů její ochrany. Studium je tak možné jen z kopií.
Hesseliův německy psaný urbář je světovým unikátem, pečlivě zpracovaným po textové stránce a zajímavým dokumentem i po stránce výtvarné. Geografický popis jednotlivých vsí, jejich stručná historie, popis vodních toků i s určitou charakteristikou o užitku, popis rybníků, bažin a mokřadů, cest přes Broumovské stěny, Javoří hory i spojení mezi statky a jejich poplužími, záznamy pověstí, poznámky o úkrytech obyvatel za třicetileté války… Vše je doplněno barevnými vyobrazeními na 20 papírových pásech 15 až 21 cm širokých a 61 až 285 cm dlouhých, doplněných ještě čtyřmi podobně provedenými pohledy z broumovského kláštera na čtyři světové strany.

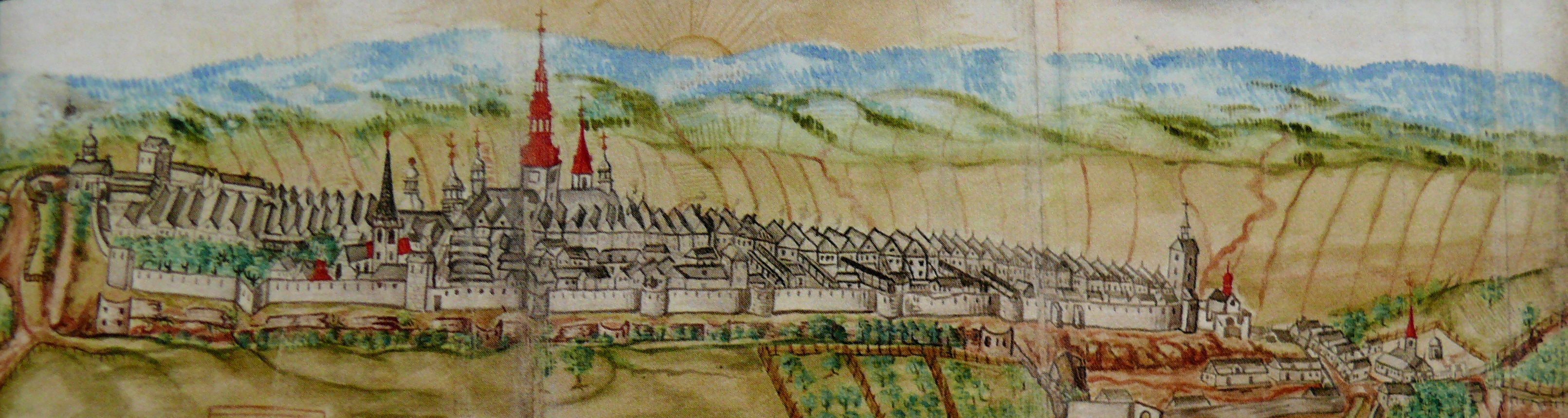
Takto zakreslil Johann Georg Adalbert Hesselius Broumov

Tyto obrazy Broumova a vesnic jsou provedeny neobyčejně plasticky. S textem urbáře je spojuje systém značek symbolových, číselných i abecedních, což svědčí nejen o výrazném výtvarném talentu Johanna Georga Adalberta, ale také o jeho dokonalé znalosti poddaných vesnic. Pro badatele je Hesseliův urbář zdrojem nepřeberného množství poučení o charakteru zemědělské výroby koncem 17. století. Mapové přílohy jsou oživeny postavičkami obyvatel, divokými i domácími zvířaty, vozy, jezdci, poutníky, mlýny a jinými významnými budovami,… kostely… U města Broumova a následně u každé vsi je popsán jejich vývoj od založení, privilegia, soupis držby a jejího původu u jednotlivých stavení a také povinnosti. Uvádí kdo a kde v obci žije a jeho povinnosti na daních a robotách. Urbář tedy sloužil jako přehled i jako účetní kniha.

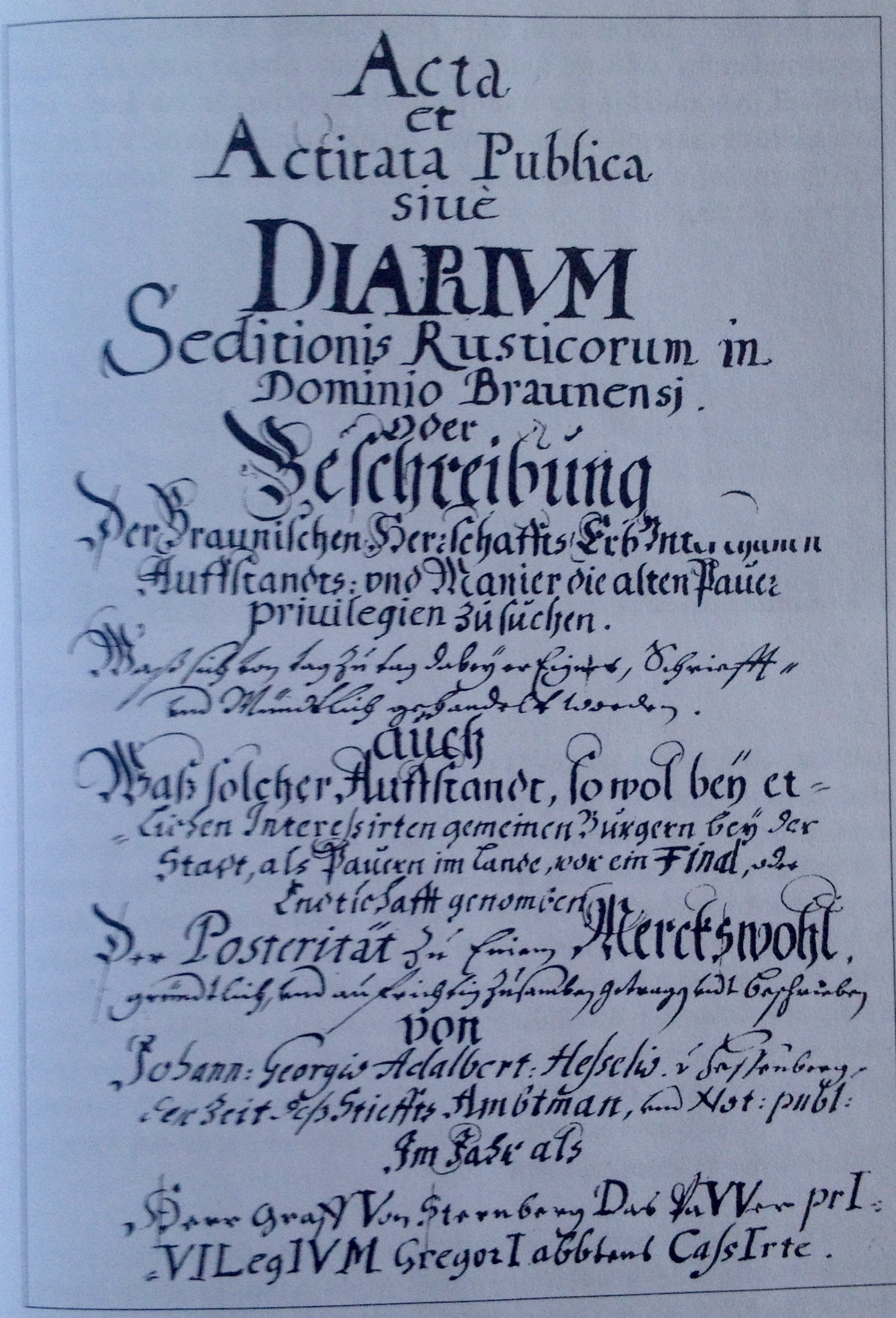
Kronika broumovské rebelie 1680 - titulní strana

V letech 1680 až 1681 ještě vznikla pozoruhodná Kronika poddanské rebelie na Broumovsku r. 1680. I toto dílo je ojedinělé a výjimečné. Je též uloženo v knihovně Národního muzea. Autor si jako přímý účastník událostí zachoval vzácný odstup, snažil se o přesnost a úplnost. Hesselius uvádí doslovné citace z dokumentů sepsaných a vydaných v době povstání, tedy například ze stížností poddaných, ale i odpovědí opata na ně.
Hesselius znal podmínky života poddaných, měl pro jejich postavení pochopení, v závěru Kroniky však jejich vzpouru odmítl, zato ocenil výkon broumovského mistra popravčího. Kronika poddanské rebelie je psána formou deníku.

### Zhodnocení díla
Broumovský měšťan a klášterní úředník a šlechtic Johann Georg Adalbert Hesselius je pokládán za nejvýznamnějšího spisovatele (autora) doby barokní (pobělohorské), za znalce poměrů, dějin a tradic, nadaného kreslíře a kartografa.